# Emilio Martínez
Emilio Damián Martínez, paragvajski nogometaš, * 10. april 1981, Concepción, Paragvaj.
Sodeloval je na nogometnemu delu poletnih olimpijskih iger leta 2004.